# Медеривил (Индијана)
Медеривил (енгл. Medaryville) град је у америчкој савезној држави Индијана.

## Демографија
По попису из 2010. године број становника је 614, што је 49 (8,7%) становника више него 2000. године.
| Група             | 2000.       | 2010.       |
| Белци             | 537 (95,0%) | 567 (92,3%) |
| Афроамериканци    | 0 (0,0%)    | 0 (0,0%)    |
| Азијати           | 0 (0,0%)    | 0 (0,0%)    |
| Хиспаноамериканци | 23 (4,1%)   | 39 (6,4%)   |
| Укупно            | 565         | 614         |